# Bioco Norte
Bioco Norte (em espanhol: Bioko Norte) é uma província da Guiné Equatorial da Região Insular. Sua capital é a cidade de Malabo. Bioco Norte é a segunda província em população, após Litoral.

## Geografia

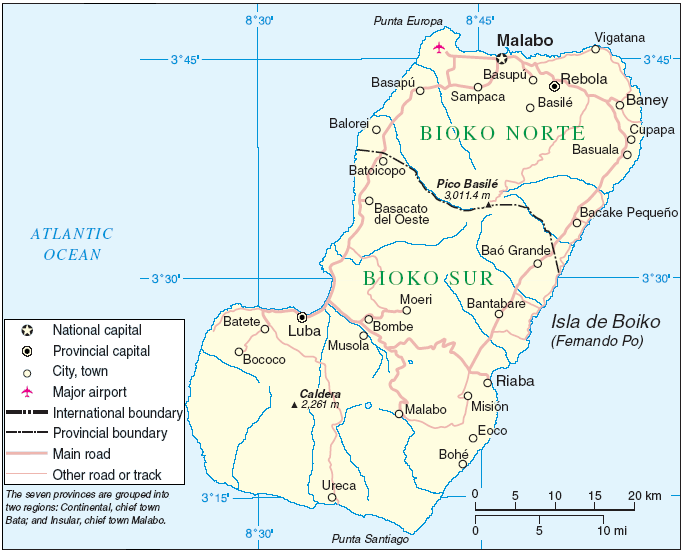
Ilha de Bioco

A província de Bioco Norte possui uma área de 776 km², está localizada ao norte da ilha de Bioco, no Golfo da Guiné, entre as coordenadas 3° 47' e 3° 31' norte e 8° 36' e 8° 58' leste. Faz divida apenas com a província de Bioco Sul; o norte, leste e oeste é banhado pelo Oceano Atlântico. A fisionomia de Bioco Norte, como a do restante da ilha, é de origem vulcânica, montanhosa e densamente florestada. A costa está forrada com falésias e as praias são estreitas e de areia preta.
Abaixo de 700 m de altitude são cultivados cacau, café e banana.
O famoso Pico Basile com 3.011 metros de altitude, visível de quase qualquer parte da ilha, é um lugar de visita obrigatória. Um de seus atrativos é a diversidade de paisagens e o contraste entre os diferentes tipos de vegetação. De seu cume se tem  uma vista privilegiada de toda a ilha de Bioco.

## Demografia
A população da província de acordo com o censo de 2001, era de 231.428 habitantes, com 298,23 hab./km²:

## Distritos
A província de Bioco Norte está dividida em 3 distritos:
| Distritos   | Total   | Total   | Total    | Urbana | Urbana   | Rural  | Rural    |
| Distritos   | Total   | homens  | mulheres | homens | mulheres | homens | mulheres |
| ----------- | ------- | ------- | -------- | ------ | -------- | ------ | -------- |
| Bioco Norte | 231 428 | 116 872 | 114 556  | 72 620 | 67 628   | 44 252 | 46 928   |
| Malabo      | 211 276 | 106 923 | 104 353  | 68 739 | 63 701   | 38 184 | 40 652   |
| Baney       | 11 893  | 5 852   | 6 041    | 1 170  | 1 193    | 4 682  | 4 848    |
| Rebola      | 8 259   | 4 097   | 4 162    | 2 711  | 2 734    | 1 386  | 1 428    |